# Ichneumon inurbanus
Ichneumon inurbanus är en stekelart som beskrevs av Cresson 1867. Ichneumon inurbanus ingår i släktet Ichneumon och familjen brokparasitsteklar. Inga underarter finns listade i Catalogue of Life.